# Sono stato imperatore

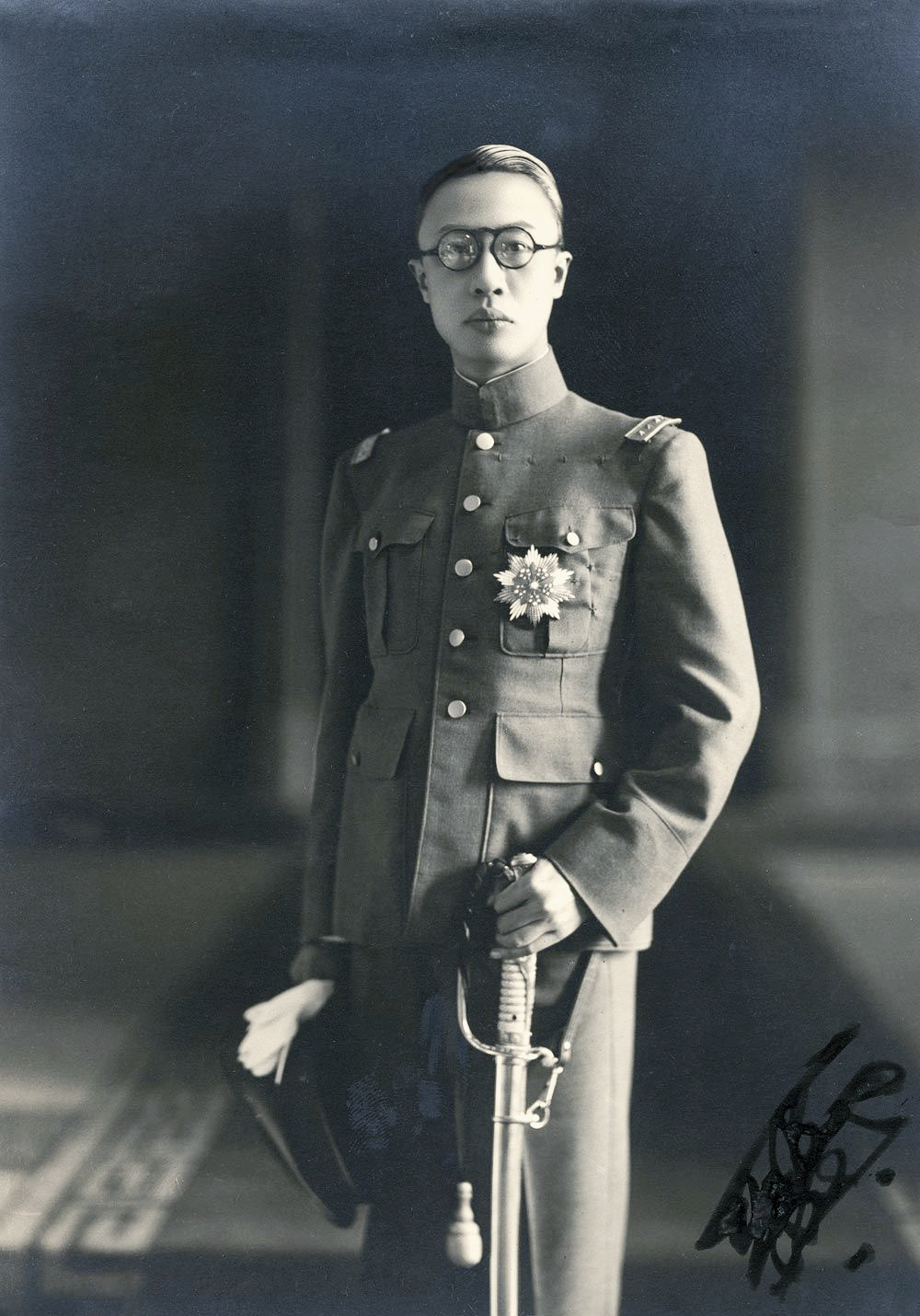

Sono stato imperatore (我的前半生) è l'autobiografia di Aisin Gioro Pu Yi (1906-1967), firmata nel 1960.

## Trama
L'autobiografia di Aisin Gioro Pu Yi, undicesimo esponente della Dinastia Qing e ultimo Imperatore cinese, svela le vicende personali di un uomo che attraversò cambiamenti epocali in una grande nazione: dall'incoronazione in tenerissima età fino ai giorni in cui, spodestato il Celeste Impero, venne relegato Imperatore della Città proibita.
La narrazione prosegue con l'invasione giapponese della Manciuria, regione cinese di origine della dinastia Qing prontamente convertita nello Stato fantoccio del Manciukuò.
Quando infine sopraggiunse la Rivoluzione culturale cinese, l'ex sovrano ne venne travolto, aderendo al Partito Comunista Cinese maoista per scopo politico, dimostrando in tal modo la superiorità del regime di Mao.

## Influenza sui media
L'autobiografia dell'ultimo sovrano manciù ispirò nel 1987 il film epico L'ultimo imperatore, di Bernardo Bertolucci.

## Controversie
Secondo quanto riportato da un articolo di Tiziano Terzani, scritto in occasione dell'uscita del film L'ultimo imperatore, e secondo quanto dichiarato poi dallo stesso Bertolucci, Pu Yi non fu l'autore dell'opera, che sarebbe stata scritta per lui su ordine del partito comunista cinese.

## Edizione italiana
- Sono stato imperatore, a cura di Francesco Saba Sardi, Milano, Bompiani, 1987.